# Radnice v Charlottetownu
Radnice v Charlottetownu je sídlo městské rady v Charlottetownu, na ostrově prince Edwarda v Kanadě. Nachází se na 199 Queen Street na rohu ulice Kent.
Byla navržena architekty Johnem Lemuelem Phillipsem a Charlesem Benjaminem Chappellem v novorománském stylu a postavena dodavatelem Williamem H. Fraserem v letech 1887 až 1888. Hasičská stanice navržená Charlesem Benjaminem Chappellem a Johnem Marshallem Hunterem byla otevřena v roce 1916. 
Stavba patří od 23. listopadu 1984 do programu National Historic Site of Canada.